# Ilex tetramera
Ilex tetramera är en järneksväxtart som först beskrevs av Alfred Rehder, och fick sitt nu gällande namn av Chang Jiang Tseng. Ilex tetramera ingår i släktet järnekar, och familjen järneksväxter. Utöver nominatformen finns också underarten I. t. glabra.